# Catedral del Sagrado Corazón (Townsville)
La Catedral del Sagrado Corazón (en inglés: Sacred Heart Cathedral) es una catedral católica y edificio catalogado como patrimonio en la calle 266 Stanley, Townsville CDB, Ciudad de Townsville, en el estado de Queensland, Australia. Fue construida desde 1896 hasta 1902 por Dennis Kelleher. También es conocida como Iglesia del Sagrado Corazón. Fue introducido en el Registro de Patrimonio de Queensland el 21 de octubre de 1992.
La Iglesia del Sagrado Corazón en Townsville fue erigida en al menos dos etapas entre 1896 y 1902, con los planes elaborados por los arquitectos Melbourne Reed, Smart y Tappin en 1894. Otros varios arquitectos más supervisaron el trabajo y el contratista para la superestructura fue Denis Kelleher.

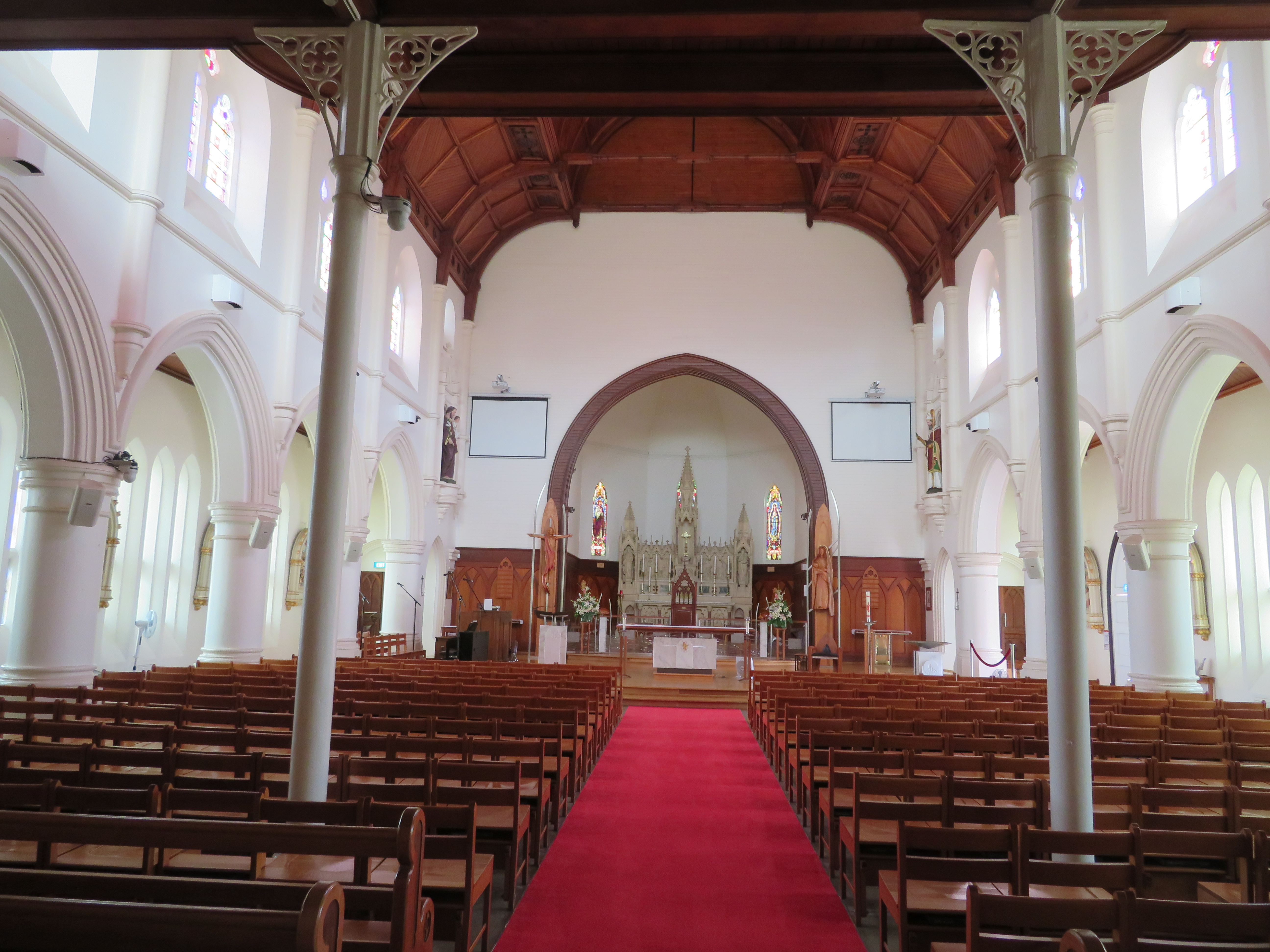
El interior de la catedral

Tras la creación de la diócesis de Townsville cerca de 1931, la Iglesia del Sagrado Corazón, como la iglesia del obispo de Townsville, adquirió el estatus de catedral. 